# Actionpark (Göteborg)

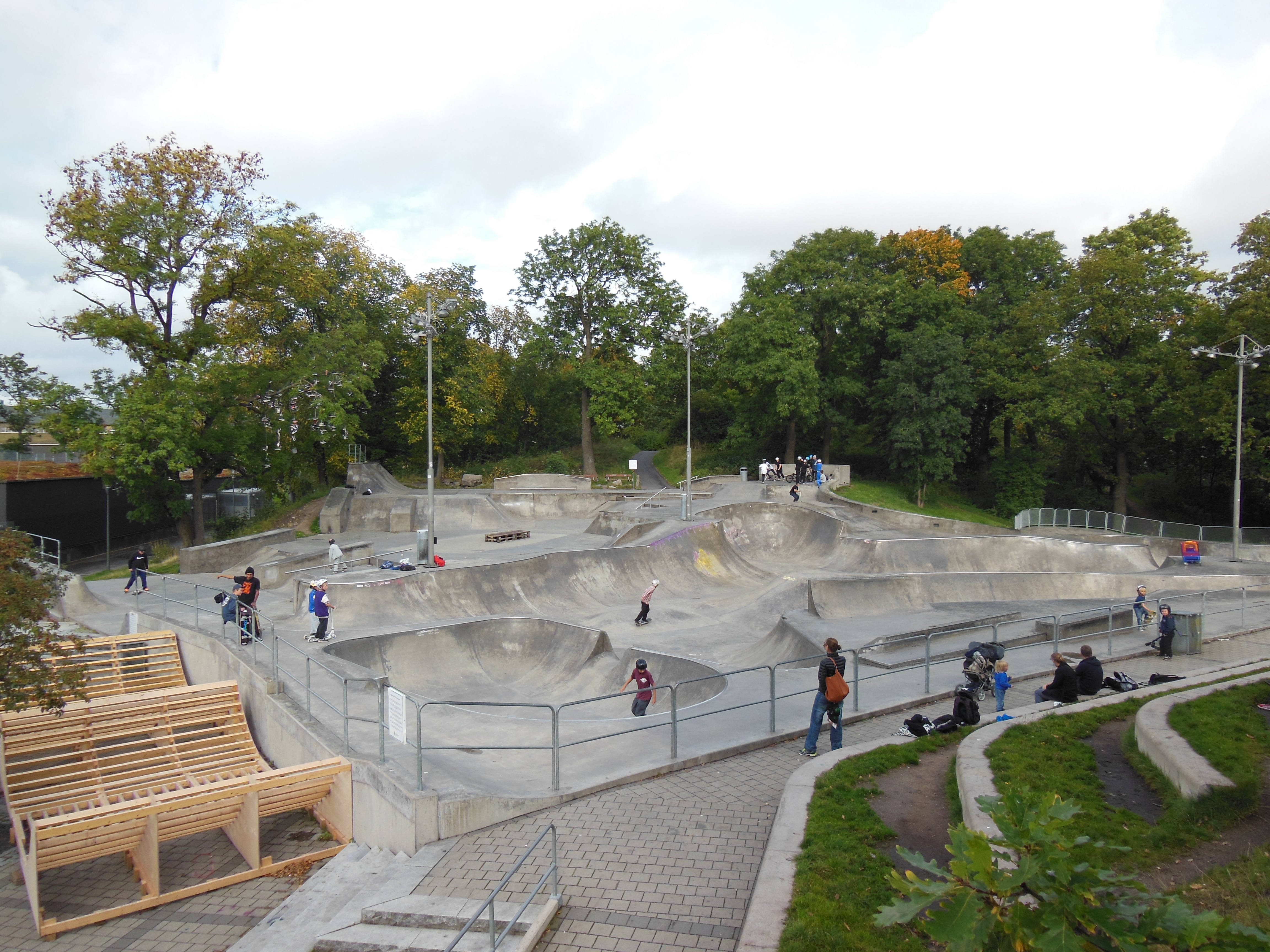
Actionpark, september 2012.

Actionpark är en skateboardpark som ligger i Burgårdsparken i Göteborg, mellan Ullevi och Scandinavium. Parken är anpassad för skateboard, inlines och BMX-åkning och invigdes i maj 2009.
Bakom tillkomsten av parken fanns ett projekt som initierades av skejtare i staden och som stöttades av stadsdelsföreningen Människan i Kålltorp och Göteborgs stad. Målet var att bygga en centralt placerad betongpark för skateboard, inlines och BMX. Intresserade åkare bjöds in till Actionparks ungdomsstyrelse där alla nyckelfrågor diskuterades.
Projektet startade 2003 och blev kantat av flertalet turer i domstolar på grund av en segdragen överklagansprocess. Byggstart var i slutet på mars 2008, och parken öppnades för åkning 7 november 2008.
Den åkbara ytan är på 1980 m². Det finns dessutom en amfiteaterliknande läktare och ett mindre torg.

## Designarbetet
Parken är utformad av Stefan Hauser tillsammans med en grupp där skateboard-, inlines- och BMX-åkare deltog. Förslagen diskuterades även i ungdomsstyrelsen och på projektets webbplats.